# Staffan Ekendahl
Karl Staffan Ekendahl, född 1947, är en svensk journalist och författare.
Staffan Ekendahl växte upp i Strömsholm utanför Västerås och tog studenten i Västerås. Han studerade sedan vid universitetet i Göteborg och senare vid journalisthögskolan där. Sin karriär inom radio- och tv-journalistiken inledde han vid SR Örebro och fortsatte sedan med kortare sejourer på Aktuellt, SR Norrköping och från 1977 vid Eko-redaktionen. Hösten 1986 var han en av grundarna av Godmorgon, världen, vars chef han senare blev.
Under sin långa karriär inom Sveriges Radio har han också varit korrespondent i Washington och under kortare men upprepade perioder arbetat i Bonn och London. Under 80-talet rapporterade han från Polen, från strejken i Gdansk fram till kommunismens avveckling i början av 90-talet. Totalt har han rapporterat från mer än tjugo länder för Ekot och Godmorgon, världen. 
2004 utkom hans bok Amerikanerna. Hans senaste bok är en biografi över Abraham Lincoln, som utkom 2011.
Han var gift med journalisten June Carlsson Ekendahl fram till hennes död 2015.